# Kolozsi Ildikó
Kolozsi Ildikó (Gyergyószentmiklós, 1970. április 6. –) magyar író, újságíró, médiaszemélyiség. Első ifjúsági regénye 2012-ben jelent meg Rejtőző kavicsok címmel. Írói név: L. I. Lázár.

## Életpályája
Egy gyergyószentmiklósi magyar családban született, édesanyja Sára Gizella (1943-) kereskedelmi üzletvezető, édesapja Lázár András (1942-1998) logisztikai vezető. A helyi 12 osztályos, Salamon Ernő Gimnáziumban érettségizett és szerzett finommechanikai technikusi végzettséget (1984–1988). 1990-ben családjával együtt Magyarországra költözött.
Iskolai tanulmányai alatt színdarabokban játszott, a szavalóversenyeken olykor saját versével indult; színésznek készült. Ám a Színművészeti Főiskola helyett 1994-ben Magyarország első magán médiaiskolájában, a Komlósi Oktatási Stúdióban (KOS) kimagasló minősítéssel szerzett újságírói oklevelet.
http://www.riporteriskola.hu/index.php Archiválva 2014. április 17-i dátummal a Wayback Machine-ben
Cikkeket szerettem volna írni, de tanáraim, Bárdos András és Hajdú B. István javaslatára végül az elektronikus sajtót választottam, és beleszerettem a rádiózásba is.
1995-ben tudósítóként kezdte újságírói pályáját a Westel (később Mobil) Pressnél, az első magyarországi magán hírügynökségnél, amelynek három évvel később már főszerkesztője volt. Tudósított országos rádióknak (Juventus Rádió, Danubius Rádió, Sláger Rádió, RadioBridge, Info Rádió, Pont FM) és televízióknak egyaránt. 1996-tól az Újvári Gábor és Varga Sándor által irányított Aloha Produkció munkatársaként, kisfilmeket, riportokat forgatott, televíziós műsorok, illetve egész estés filmek gyártásában vett részt.
Több napilap sportrovatát szerkesztette, publikált a Nemzeti Sportban, a HVGben, az Origo, hvg.hu, nso.hu oldalakon, a Kurírban, a Népszavában, a Pesti Naplóban, az Új Keletben és a Pesti Estben. A Nemzeti Sport online oldalának elindításában és szakmai felügyeletében részt vett, annak felelős szerkesztője is volt. 2000-ben a sydney-i, 2008-ban a pekingi olimpiáról tudósított országos médiákban. 1995-től napjainkig számos magyarországi sportvilágesemény sajtóközpontjának vezetője.
2007-ben végzett a Budapesti Kommunikációs és Üzleti Főiskola újságírói és intézményi kommunikátor szakán. Egykori iskolájába, a KOS-ba oktatási igazgatóként tért vissza, 2009-ben. 2011-től a Magyar Televíziónál több műsor fő-, illetve felelős szerkesztője volt. 2012 óta vezető tanár a TV2 Akadémia, sportriporter- és újságíró szakán.
2012-ben a Móra Könyvkiadónál jelent meg első regénye, Rejtőző kavicsok címmel, amely egy gimnáziumi osztály és az újonnan érkező tanárnőjük konfliktusán keresztül mutatja be a kamaszélet vívódásait.
Ármány és szerelem, megbékélés és viszály, gyűlölet és rajongás jellemzi a gimnáziumi osztály mindennapjait. Lapról lapra kerülünk egyre beljebb a sodró történetbe, és ismerjük meg hőseinket, akik a fel-feltörő múlt gyötrő emlékeitől is kísértve vívják belső és külső harcaikat. Hiába azonosak a szavaik, ha a tapasztalásaik különbözőek. Sok minden elválasztja őket, de akad-e, ami összeköt?  Ez a legfőbb kérdés. Nemcsak az elsőkötetes szerzőként is remeklő Lázár Ildikó könyvében, de idekint, a mi életünkben is.
2017-ben csatlakozott a BP2017 vizes világbajnokságot szervező csapathoz, operatív médiaigazgatóként, illetve a vb alatt működő – összesen 9 – sajtóközpont vezetőjeként, koordinátoraként.

## Magánélet
2002-ben ismerkedett meg Kolozsi Kiliánnal, akivel egy évvel később házasságot kötött. Férje pályája elején a Figura Stúdió Színház színművésze, majd igazgatója volt, később a Szegedi Nemzeti Színház színművésze, a Komlósi Oktatási Stúdió Kovácsi László-díjasa; televíziós műsorvezető, szerkesztő. 2004-ben született meg lányuk, Dorka.

## Érdekességek
- Tizenegy évig kosárlabdázott, kezdetben a Gyergyószentmiklósi Sportiskola színeiben, majd 16 évesen a felnőtt, NBI B csoportos helyi csapatban. 1990-ben kosárlabdaedzői szakképesítést szerzett Csíkszeredában.
- 2007-ben a Nemere István regénye alapján forgatott, Kaland nagyfülű Artúrral című ifjúsági filmben a felnőtt főszerepet játszotta.
- Rejtőző kavicsok című regényének szellemiségét, valamint egyik fő alakját édesapjáról mintázta, akihez különleges kapcsolat fűzte. Erről így vall:

Kifogyhatatlan energiáimat, pozitív életszemléletemet édesanyámtól, a tudásvágyat, az emberséget, a történelem és az irodalom iránti vonzódásomat pedig édesapámtól örököltem. Apámnál bölcsebb embert, nem is ismertem. Annyi belső értéket kaptam tőle, hogy azok nem csak a regényem írása közben vezették tollamat, hanem az életemet is meghatározzák, így gondolkodás nélkül adni tudok belőle a gyermekemnek, barátaimnak és a tanítványaimnak is.
- Rejtőző kavicsok című regénye kapcsán mozgalom alakult, amelyet az író "Madárlátta kavicsok" néven jellemez. Az olvasók magukkal viszik a regényt az utazásaikra, és lefotózzák a világ különböző pontjain. A képeket a közösségi média felületére töltik fel. Ily módon a könyvek megfordultak már az összes kontinensen (57 országban, 11 államban és a karibi térség valamennyi szigetén).

## Főbb munkái

### Íróként
- Rejtőző kavicsok – Móra Kiadó, 2012
- Rejtőző kavicsok II. - Ad Librum Kiadó, Könyv Guru, 2018

### Társszerzőként
- A magyar sport évkönyve – 2005

### Könyvszerkesztőként
- Kémes ügyek, avagy akcióban a magyar titkosszolgálatok – Novák András – H.C.L. Kft. 2013

### Televíziós tevékenység
- Aloha Produkció: riportanyagok és filmek, televíziós műsorok szerkesztése, készítése, 1996 és 2000 között: Hungária körúton Európában – riportfilm; UEFrAdi - riportfilm
- Dokumentum Filmstúdió: riportfilmek, image filmek készítése, 2011
- HungarIQ, minden, ami magyar, főszerkesztő, narrátor (m1, Duna Tv), 2011
- Magyar Gazda, felelős szerkesztő, narrátor (m1, Duna TV), 2012

### Világesemények sajtóközpontjának vezetőjeként és operatív médiaigazgatóként (1995-2024), többek között
- Gyulai István Memorial, 2024
- Olimpiai Kvalifikációs Sorozat, 2024
- Szegedi Evezős Európa-bajnokság, 2024
- Budapesti Atlétikai Világbajnokság, 2023
- Ferenc 2023 - Ferenc pápa apostoli látogatása, 2023
- Gyulai István Memorial, 2023
- Női kézilabda FINAL4, 2023
- 19. FINA Világbajnokság, 2022
- Judo Grand Slam, 2020, 2022
- Férfi kézilabda Európa-bajnokság, 2022
- Nemzetközi Eucharisztikus Kongresszus, 2021
- Judo világbajnokság, 2021
- Női kézilabda olimpiai selejtező, 2021
- Vízilabda Európa-bajnokság, 2020
- Asztalitenisz Világbajnokság, 2019
- Birkózó világbajnokság, 2018
- Ifjúsági Ökölvívó Világbajnokság, 2018
- Ifjúsági Atlétikai Európa-bajnokság, 2018
- Junior Női Kézilabda-világbajnokság, 2018
- Ifjúsági Korfball-világbajnokság, 2018
- Judo világbajnokság, 2017
- 17. FINA Világbajnokság és Masters világbajnokság, 2017
- Férfi vízilabda Final 6, 2017
- Strandkézilabda világbajnokság, 2016
- Női kézilabda FINAL 4, 2016-2022
- Férfi vízilabda FINAL 6, 2016
- Női kosárlabda Európa-bajnokság, 2015
- Judo Grand Prix, 2015-2020
- Gyulai István Memorial, 2015-2021
- Vízilabda Európa-bajnokság, 2014
- Női kézilabda Európa-bajnokság, 2014
- Divízió I. Jégkorong Világbajnokság, 2013
- Cselgáncs Európa-bajnokság, 2013
- Ifjúsági kézilabda-világbajnokság, 2013
- Birkózó világbajnokság, 2013

## Díjai
- A nemzetközi sportújságírók szavazatai alapján az általa vezetett atlétikai vb médiacsapata elnyerte a világ legjobb sajtóközpontja és médiakiszolgálása díjat - 2023
- A Magyar Sportújságíró Szövetség Gyulai István-díja - 2022
- Év tanára-díj (TV2 Akadémia) – 2014
- A magyarországi sport világeseményeket szervező szövetségek elismerő oklevelei: 1995–2013
- Az év műhelytanára díj (Komlósi Oktatási Stúdió) – 2003
- MTI-díj – 2002
- A Magyar Olimpiai Bizottság Nívódíja – 2001
- Az Ifjúsági- és Sportminisztérium „Ezüsttoll-díja”– 2000
- A legjobb női versenyző különdíja (Sportriporter kerestetik televíziós vetélkedő) – 1996